# Обсада на Константинопол (1235)
Вижте пояснителната страница за други значения на Обсада на Константинопол.
Обсадата на Константинопол от 1235 г. е обща българо-никейска обсада на столицата на Латинската империя Константинопол. Латинският император Йоан дьо Бриен е обсаден от никейския император Йоан III Дука Ватаци и българския цар Иван Асен II. Обсадата е неуспешна.

## Прелюдия
След като Робер дьо Куртене умира през 1228 г., е избран нов регентски съвет начело с Жан дьо Бриен. След катастрофалната загуба в битката при Клокотница опасността от страна на Епирската империя срещу Латинската е премахната, но на нейно място идва заплахата от Никея, откъдето започват да завладяват територии в Гърция. Император Йоан III Дука Ватаци сключва съюз с България, който през 1235 г. води до обща обсада срещу Латинската империя.

## Обсадата
През 1235 г. херцогът на Наксос Анджело Санудо начело на флот от 25 венециански кораба отплава към Константинопол, на помощ на латинският император Жан дьо Бриен, който е обсаден от Йоан III Дука Ватаци и Иван Асен II. Общата обсада на българите и никейците е неуспешна.Под стените на Константинопол само със 160 рицари Жан дьо Бриен разбива обединените сили на българи и никейци. Ето как описва битката латинския автор, епископ Филип Муск от град Турие вьв Фландрия;”...с тези три отряда и рицарите си, дьо Бриен излязьл срещу враговете отвьн градските стени;...бьлгарския цар и византийския имали 45 отреда и много кораби в морето, но три отреда надвили на 45; ...нито Хектор, нито Роланд, нито Ожье, нито дори храбрия Йуда Макавей не са показали по-голяма храброст отколкото Жан дьо Бриен в него ден;...от разбития неприятел се спасили само сьщо три отреда, предводителствувани от царете Асен и Ватаци...” Трябва да се има предвид, че един военен отряд е наброявал около100 души, а охранителните отряди на владетелите са били от около 1000 – 1500 воини. За указаната битка се сьобщава, че сьвместната бьлгаро-никейска армия е наброявала над 10 000 души, а рицарят дьо Бриен е бил „само“ на 87 години. След като венецианците си тръгват, през ноември 1235 г. никейците и българите отново обсаждат града. Жан дьо Бриен изпраща писма до папата и европейските монарси, молейки ги отново за военна подкрепа. В началото на 1236 г. на помощ на Константинопол пристига и обединена флота от кораби на Венеция, Пиза и Генуа, оглавявана от Жофроа II дьо Вилардуен, принц на Ахея, който води със себе си 100 рицари, 300 арбалетчици и 500 стрелци. Обединената флота разбива никейските кораби, потапят 15 от тях и деблокира столицата. След това обсадата временно е преустановена. Иван Асен II и Ватаци се договорят да продължат обсадата през следващата година, но през пролетта българският владетел не изпраща отново войските си към Константинопол. Със смъртта на Жан дьо Бриен през 1237 г. българите прекратяват договора си с Ватаци поради това, че има възможност Иван Асен да стане регент на Латинската империя. След неуспешната обасада се сключва мирен договор между 2-те империи за 2 г.

## Последици
От 1247 г. никейците ефективно обграждат Константинопол и само здравите стени на града ги задържат в пристанището.
Пелагонийската битка през 1258 г. показва началото на края на латинската доминация в Гърция.
На 25 юли 1261 г., когато повечето от латинската армия е на военна кампания, никейският генерал Алексий Стратегопул открива неохраняем вход на града и навлиза с армията си, възстановявайки Византийската империя за господаря си Михаил VIII Палеолог.